# 大新金融中心 (皇后大道東)

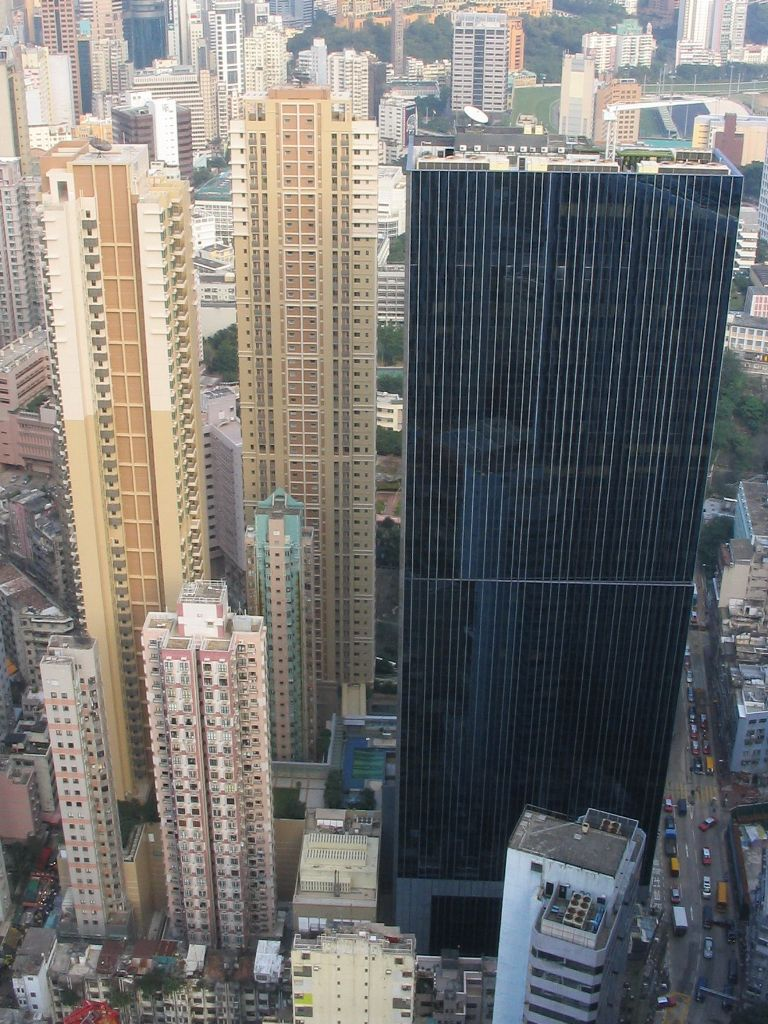
黑茶色玻璃幕牆的大新金融中心

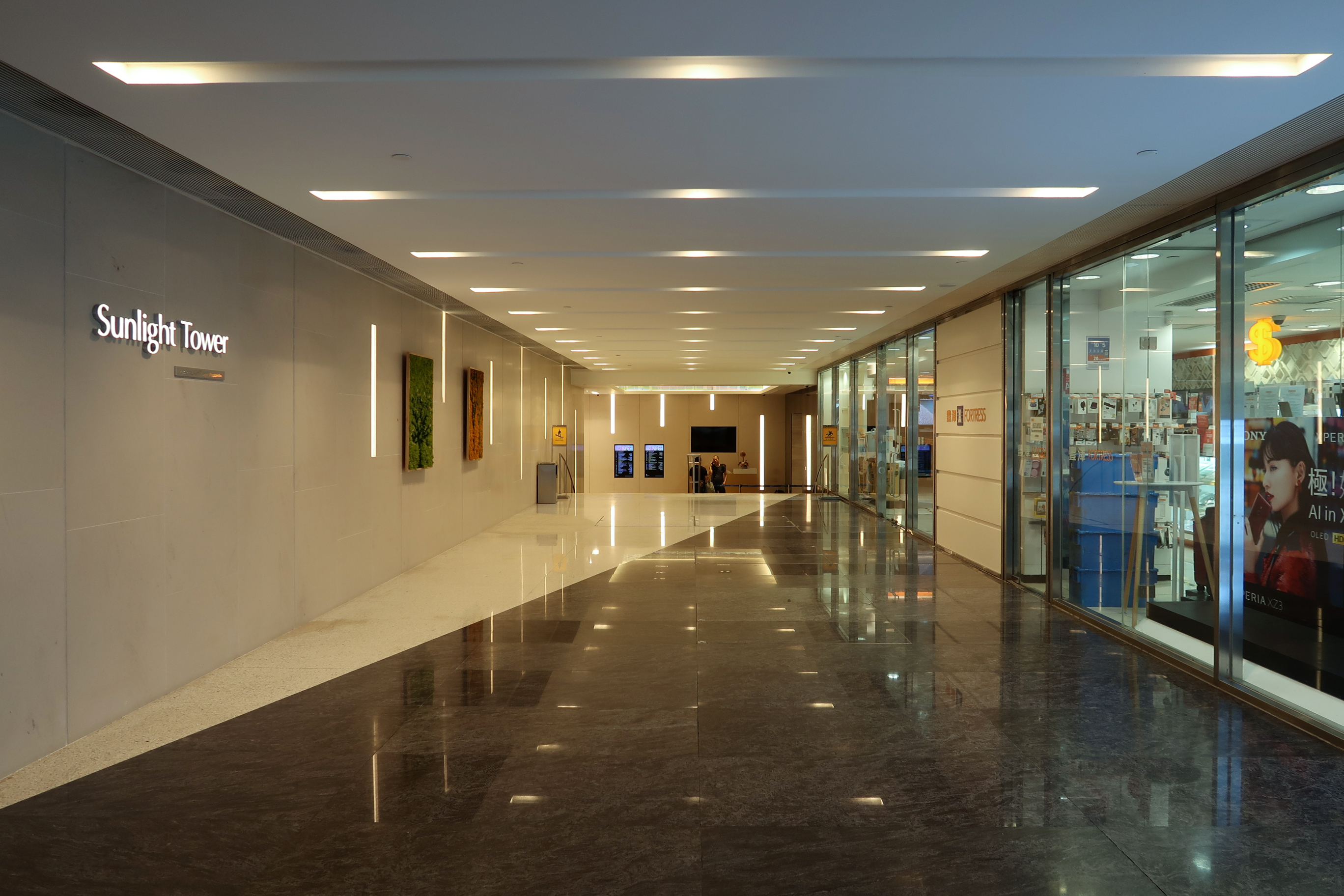
大新金融中心大堂

大新金融中心（英文：Dah Sing Financial Centre）前稱陽光中心，皇后大道東248號、萬誠保險大廈，位於香港灣仔皇后大道東和太原街交界，是法國萬誠保險AXA保險公司的甲級辦公室，在1998年落成。發展商為恆基兆業，恆基地產集團在2006年售予17.3%權益，現由陽光房地產基金持有。大廈於2016年獲得綠建環評（BEAM Plus）最終鉑金級認證。
大廈的租戶萬誠保險（香港）有限公司因被母公司出售予AXA，於2006年6月30日改名為國衞（香港）人壽保險有限公司後，大廈的名稱就由萬誠保險大廈改為皇后大道東248號，2015年1月1日起改名為陽光中心。
2021年3月8日大新銀行為大新金融租用該大廈逾89,000平方呎的寫字樓及零售空間，用作新集團總部，大廈於當天第三度更改名稱，由陽光中心改為大新金融中心。

## 租戶
大樓內主要租戶為大新金融集團及大新銀行集團（16樓1605-1608室、17樓、19樓1901室及21樓至27樓），其他租戶包括香港個人資料私隱專員公署（12樓及13樓1301-1304室）、香港考試及評核局（7樓）、截取通訊及監察事務專員秘書處（15樓1501-1504室）、社會福利署獎券基金諮詢委員會諮詢處（36樓3601-02室）及衛生署等政府部門及法定機構的辦事處，私營機構則包括銀通辦事處（35樓全層）和方圓企業服務集團（40樓全層）。

## 鄰近建築
- 尚翹峰
- 灣仔街市
- 胡忠大廈
- 合和中心

## 外部参考
- 皇后大道東248號地圖
- 皇后大道東248號基本資料
- 皇后大道東248號 外形及物料 （页面存档备份，存于）
- 皇后大道東248號